# Северный (Белореченский район)
Се́верный — хутор в Белореченском районе Краснодарского края.
Входит в состав Рязанского сельского поселения.

## География

### Улицы
- ул. Красносельская[2].

## Население
| 2002 | 2010 |
| ---- | ---- |
| 59   | ↗63  |